# Elisabeth Heller (Journalistin)
Elisabeth Heller (* 23. Mai 1949 in Gera) ist eine deutsche Musikredakteurin und Medienpädagogin. Als vormalige Musikjournalistin beim Rundfunk der DDR und freie Mitarbeiterin bei ORB, SFB und RBB dokumentiert und publiziert sie seit 2009 die umfängliche Geschichte des Funkhauses Nalepastraße.

## Leben und Wirken
Elisabeth Heller wuchs in einer Pfarrersfamilie in Fraureuth bei Zwickau als einziges Mädchen unter vier Brüdern auf. Sie erlebte bereits in Kinderjahren, wie in der hiesigen Dorfkirche Fraureuth Übertragungswagen des Senders Leipzig des Mitteldeutschen Rundfunks Konzertaufnahmen mit der Silbermann-Orgel produzierten. Nach Besuch der Grundschule in Fraureuth ging sie 1963–1967 zur Erweiterten Oberschule Werdau, wo sie ihr Abitur mit einer verknüpften Facharbeiterausbildung zur Industriekauffrau machte. Von 1967 bis 1971 studierte sie an der Pädagogischen Hochschule Zwickau und schloss das Studium als Diplom-Musiklehrerin ab.
Anschließend arbeitete sie als Musikpädagogin in den Klassenstufen fünf bis zwölf an der Grundschule Leubingen sowie an der Polytechnischen- als auch an der Erweiterten Oberschule Albert Schweitzer in Sömmerda. 1979 begann sie zunächst beim Regionalsender Weimar eine Tätigkeit als Programmgestalterin, um noch im selben Jahr nach Berlin ins Funkhaus Nalepastraße zu wechseln, wo sie 13 Jahre lang als Musikredakteurin und Musikjournalistin im Programmbetrieb von Radio DDR I und später Radio Aktuell wirkte. Hier war Elisabeth Heller neben den Sendungen der Tagesmagazine für nationale und internationale Folklore sowie für die Gestaltung von musikalisch-literarischen Feuilletons zuständig. Im Januar 1992 wurde sie im Zuge der Abwicklung des als Einrichtung gemäß Artikel 36 des Einigungsvertrages bezeichneten Rundfunk der DDR mit 42 Jahren in die Arbeitslosigkeit entlassen.
Es folgten Jahre mit Tätigkeiten als freie redaktionelle Mitarbeiterin bei Hörfunk und Fernsehen von ORB, SFB und RBB, als Lehrerin für Klavier und Gitarre sowie 2006/2007 eine Qualifikation mit einem Diplom in der praktischen Altenbetreuung an der Hamburger Akademie für Fernstudien. Ab 2009 widmete sie sich intensiv den Online-Projekten Kaléidoscope cre-aktiv, Musisch-kreative Reflexion und dem Multimedia-Portal Zeitreisen-Nalepafunk. In Erweiterung dieses historiografischen Engagements wirkt sie seit 2023 als Referentin und Zeitzeugin in Führungen durch den denkmalgeschützten Bereich des ehemaligen DDR-Rundfunkzentrums im Auftrag des heutigen Funkhaus Berlin. Elisabeth Heller hat einen Sohn (* 1984) und lebt in Berlin-Karlshorst.